# Tajikistan International
Die Tajikistan International  sind offene internationale Meisterschaften von Tadschikistan im Badminton. Sie wurden erstmals 2023 ausgetragen.

## Die Sieger
| Saison | Herreneinzel      | Dameneinzel       | Herrendoppel                              | Damendoppel                      | Mixed                            |
| ------ | ----------------- | ----------------- | ----------------------------------------- | -------------------------------- | -------------------------------- |
| 2023   | Lê Đức Phát       | Anupama Upadhyaya | Khaitmurat Kulmatov Makhsut Tadzhibullaev | Rutaparna Panda Swetaparna Panda | Dmitriy Panarin Kamila Smagulova |
| 2024   | nicht ausgetragen | nicht ausgetragen | nicht ausgetragen                         | nicht ausgetragen                | nicht ausgetragen                |